# Football Association of Sarawak
Football Association of Sarawak (em malaio:  Persatuan Bolasepak Sarawak) é um clube de futebol malaio com sede em Sarawak. Disputa atualmente a primeira divisão nacional.

## Elenco atual
Atualizado em 7 de fevereiro de 2016.
Legenda
- : Capitão
- : Jogador suspenso
- : Jogador lesionado